# 皮爾代爾 (加利福尼亞州)
皮爾代爾（英語：Peardale）是位於美國加利福尼亞州內華達縣的一個非建制地區。該地的面積和人口皆未知。

## 地理
皮爾代爾的座標為39°11′28″N 121°00′00″W / 39.19111°N 121.00000°W，而該地的平均海拔高度為826米（即2710英尺）。